# Я покорю Манхэттен (мини-сериал)
«Я покорю Манхэттен» или «Манхэттен будет мой» (англ. I'll Take Manhattan) — мини-сериал 1987 года совместного производства США, Канады и Великобритании в жанре мелодрамы. Сериал состоит из четырёх серий продолжительностью примерно по 95 минут.
Сериал снят совместно двумя режиссёрами Дугласом Хикоксом и Ричардом Майклсом. Сценарий был написан Шерман Йеллен на основе романа Джудит Кранц. Главные роли в этом фильме исполнили Валери Бертинелли, Франческа Аннис, Барри Боствик, Перри Кинг и Джулианна Мур. Премьера фильма состоялась 1 марта 1987 года в США.

## Сюжет
Главные герои фильма — члены состоятельной семьи Амбервиллей, которой принадлежит издательство в Нью-Йорке. После смерти главы семьи, Захарии Амбервилля, управление компанией перешло к его нечистому на руку брату, Каттеру Амбервиллю. Дети Захарии, особенно его умная и энергичная дочь Макси, вступают в борьбу за возвращение контроля над компанией…

## В ролях
- Валери Бертинелли — Макси Амбервиль (Киприани)
- Барри Боствик — Закари Амбервиль
- Франческа Аннис — Лилли Амбервиль
- Перри Кинг — Каттер Амбервиль
- Джейн Качмарек — Нина Штерн
- Джек Скалия — Рокко Киприани
- Джулианна Мур — Индиа Вест
- Пол Хехт — Павка Майер
- Тим Дейли — Тоби Амбервиль
- Адам Сторк — Джастин Амбервиль
- Стэйси Кинэн (Стэйси Лав) — Анжелика Киприани
- Роберт Эдди — шотландский лорд Чарльз Киркгордон (Освальд Чарльз Вальтер Ангус, граф Киркгордон)
- Элисон Портер — маленькая Макси Амбервиль
- Джорджиа Слоуи — маленькая Лилли Амбервиль
- Керам Малики-Санчес — маленький Джастин Амбервиль
- Хиллари Вульф — маленькая Анжелика Киприани
- Дональд Трамп — камео